# CFパチューカ
クルブ・デ・フトボル・パチューカ（スペイン語: Club de Fútbol Pachuca）は、メキシコ中央部、イダルゴ州の州都パチューカを本拠地とするサッカークラブ。メキシコ最古のサッカークラブである。

## 概要
2000年代以降に最も成功を収めているクラブの1つであり、この期間中に5度のプリメーラ・ディビシオン優勝、5度のCONCACAFチャンピオンズリーグ優勝、1度のスーパーリーガ優勝、1度のコパ・スダメリカーナ優勝を果たしている。北中米カリブ海サッカー連盟（CONCACAF）所属クラブとして初めて南米サッカー連盟（CONMEBOL）主催大会を制した。プリメーラ・ディビシオン創設時のメンバーであり、1998年からは常にプリメーラ・ディビシオンに在籍している。2017年には、本田圭佑を獲得している。
先進的なクラブ運営を行っているクラブとして知られる。2001年には中学校から大学院修士課程までの課程があるサッカー・スポーツ科学センター大学（通称 : サッカー大学）を開校した。経営学科、コミュニケーション学科、マーケティング学科、心理学科、体育学科、整体学科、栄養学科からなり、卒業生の多くはスポーツクラブやスポーツ組織に就職している。パチューカ市内ではトゥソ・プラーサ（Tuzo Plaza）という名前のショッピングセンターのほかに、ホテル、レストラン、コンベンションセンター、スポーツクリニックなども経営している。

## 歴史

### アマチュアリーグ時代
1901年、王立パチューカ鉱山会社（Compañía Real del Monte y Pachuca）で働いていたコーンウォール地方（イングランド）出身移民がパチューカ・アスレティック・クラブ（Pachuca Athletic Club）を設立した。選手たちはウィリアム・ブラミーが所有していた鉱山で働いており、当初は余暇時間にのみ練習をしていた。鉱山労働者にサッカーを紹介したのはイギリス人のアルフレッド・C・クロールであり、彼らにサッカーボールとルールを提供した。周りの州でも、アルビネグロス・デ・オリサバ、レフォルマAC、ブリティッシュFC、プエブラAC、メキシコ・クリケットクラブなどのサッカークラブが次々と誕生した。1907年7月19日にはプリメーラ・ディビシオンが設立され、パチューカは設立メンバーとなった。1908年シーズンにはメキシコ生まれのダビド・イスラスがチームに加わったが、1910年にはメキシコ革命が発生し、パチューカなど3クラブを除いてメキシコからプロサッカーの火が消えた。1915年までにほとんどの選手がメキシコ出身者となり、1917年から1920年にはクロール監督の下でリーグ優勝を果たした。多くの選手がメキシコシティに移ったため、1920-21シーズンはクラブの活動を一時中止した。その後は長らくセグンダ・ディビシオン（当時2部）に在籍した。

### プロリーグ時代
1967年、セグンダ・ディビシオンで優勝してプリメーラ・ディビシオン昇格。1970年代初頭にはセグンダ・ディビシオンに戻り、1992年に再びプリメーラ・ディビシオンに昇格するまでに19年を要した。1992-93シーズンにはプリメーラ・ディビシオンでプレーしたが、1シーズンでセグンダ・ディビシオンに降格。1993年にエスタディオ・レボルシオンからエスタディオ・イダルゴ（エスタディオ・ウラカン）に移転した。イダルゴは土砂を固めてできた丘の上に建設されており、掘り込み式のサッカー専用スタジアムである。1995-96シーズンにはプリメーラ・ディビシオンAで優勝してプリメーラ・ディビシオンに昇格したが、前回と同じく1シーズンでプリメーラ・ディビシオンAに戻った。メキシコサッカー連盟（FMF）はシーズンを2つに分割し、パチューカはインビエルノ1997で優勝。昇格プレーオフ決勝でUANLティグレスに勝利し、プリメーラ・ディビシオンに昇格した。
1998-99シーズンには、ハビエル・アギーレ監督の下でプリメーラ・ディビシオン残留。インビエルノ1999のレギュラーシーズンは7位だったが、リギージャでは決勝に進出。決勝のクルス・アスル戦ではアルゼンチン人のアレハンドロ・グラリアがゴールデンゴールを決めて、プロリーグ化後初のリーグ優勝。この優勝によってコパ・メルコノルテに出場。ベラーノ2001のリギージャでは決勝に進出したが、サントス・ラグナに敗れて準優勝だった。2001年1月29日、主力選手のパブロ・エルナン・ゴメスが自動車事故で死去した。2001年末にはアギーレ監督がメキシコ代表監督に就任し、2002 FIFAワールドカップ・北中米カリブ海予選で予選敗退の危機に瀕していたチームを立て直した。アギーレ監督の後任にはアルフレード・テーナ監督が就任し、テーナ監督はインビエルノ2001のリギージャで決勝進出に導くと、UANLティグレスに勝利して2度目のリーグ優勝。2001年にはメキシコのクラブとして初めて創立100周年を迎え、多くの祝賀行事が催された。ビクトル・マヌエル・ブセティッチ監督がチームを率い、アペルトゥーラ2003のリギージャ決勝ではUANLティグレスを下してプロ化後3度目の優勝。2000年前後以降の躍進により、エル・エキポ・デ・メヒコ（El Equipo de México、メキシコ最高のクラブ）というニックネームを授かった。2003年から2006年の間は社会面や財政面での問題に労力を奪われ、2シーズン連続でリギージャ進出を逃した。しかし、クラウスーラ2006ではレギュラーシーズンで1位となり、リギージャの決勝ではサン・ルイスFCを破って優勝した。2006年にはコパ・スダメリカーナに出場し、決勝ではCSDコロコロ（チリ）と対戦。ホームでのファーストレグは1-1の引き分けに終わったが、アウェーでのセカンドレグには2-1で勝利し、2試合合計3-2で初優勝。メキシコのクラブとして初めて、また北中米カリブ海サッカー連盟（CONCACAF）所属クラブとして初めて南米サッカー連盟（CONMEBOL）主催大会を制し、自クラブが所属する大陸とは異なる大陸のクラブ選手権を制したことのある世界で唯一のクラブとなった。
2007年2月から4月にはCONCACAFチャンピオンズカップに出場し、準々決勝ではCDマルケンセ（グアテマラ）、準決勝ではヒューストン・ダイナモ（アメリカ）、決勝ではCDグアダラハラ（メキシコ）に勝利して2度目の優勝。5月に行われたクラウスーラ2007のリギージャ決勝ではクラブ・アメリカを破り、5度目のリーグ優勝。7月31日、メジャーリーグサッカー（MLS）のコロラド・ラピッズと提携を結び、毎年の親善試合、選手の売買契約、アカデミーの設立などを行うことで合意した。7月から8月に初開催されたスーパーリーガでは、ロサンゼルス・ギャラクシー（アメリカ）をPK戦の末に破って優勝し、副賞として100万ドルの賞金を獲得した。わずか15ヶ月の間に5個のタイトルを獲得し、2007年にはCONCACAFのチーム・オブ・ザ・イヤーを受賞した。同年12月には日本で開催されたFIFAクラブワールドカップに出場したが、初戦の準々決勝でアフリカ王者のエトワール・サヘル（チュニジア）に敗れた。2008年3月から4月にかけて行われたCONCACAFチャンピオンズカップでは、準々決勝でCDモタグア（ホンジュラス）、準決勝でD.C. ユナイテッド（アメリカ）、決勝でデポルティーボ・サプリサ（コスタリカ）に勝利して2連覇。同年12月には日本で開催されたFIFAクラブワールドカップに再び出場し、準々決勝でアフリカ王者のアル・アハリ（エジプト）に勝利。準決勝では南米王者のLDUキトと対戦したが、0-2で敗れて決勝進出はならなかった。クラウスーラ2009ではリギージャの決勝に進出したが、UNAMプーマスに敗れて準優勝となった。2009-10シーズンのCONCACAFチャンピオンズカップではグループリーグを5勝1敗の首位で通過。なお、4グループの首位クラブはすべてメキシコのクラブだった。準々決勝ではCSDコムニカシオネス（グアテマラ）、準決勝ではデポルティーボ・トルーカ（メキシコ）、決勝ではクルス・アスルを破って4度目の優勝。2010年12月に日本で行われたFIFAクラブワールドカップでは準々決勝でアフリカ王者のTPマゼンベと対戦したが、0-1で敗れて初戦敗退。ビセンテナリオ2010のリギージャでは準決勝に進出したが、デポルティーボ・トルーカに2試合合計2-3で敗れた。

## タイトル

### 国内タイトル
- プリメーラ・ディビシオン（1部）

アマチュアリーグ時代 : 3回
1905, 1918, 1920
プロリーグ時代 : 5回
インビエルノ1999, インビエルノ2001, アペルトゥーラ2003, クラウスーラ2006, クラウスーラ2007
- プリメーラ・ディビシオンA（現2部）: 2回

1995-96, インビエルノ1997

### 国際タイトル
- CONCACAFチャンピオンズカップ / CONCACAFチャンピオンズリーグ : 6回

2002, 2007, 2008, 2009-10, 2016-17, 2024
- コパ・スダメリカーナ : 1回

2006
- スーパーリーガ : 1回

2007

### その他の大会
- コパ・メヒコ : 2

1907-08, 1911-12
- コパ・パチューカ : 3

2000, 2004, 2009
- カールスバーグ・カップ : 1

2008
- コパ・アミスタ : 1

2008

## 成績
1943年以降のプリメーラ・ディビシオンでの成績を記載している。
| シーズン                                        | シーズン           | レギュラーシーズン順位 | レギュラーシーズン順位 | レギュラーシーズン順位 | レギュラーシーズン順位 | レギュラーシーズン順位 | レギュラーシーズン順位 | レギュラーシーズン順位 | レギュラーシーズン順位 | レギュラーシーズン順位 | リギージャ順位 | その他                                  |
| シーズン                                        | シーズン           | 順位                   | 試                     | 勝                     | 分                     | 敗                     | 得                     | 失                     | 差                     | 点                     | リギージャ順位 | その他                                  |
| ----------------------------------------------- | ------------------ | ---------------------- | ---------------------- | ---------------------- | ---------------------- | ---------------------- | ---------------------- | ---------------------- | ---------------------- | ---------------------- | -------------- | --------------------------------------- |
| 1943-44シーズンから1966-67シーズンまでは2部以下 |                    |                        |                        |                        |                        |                        |                        |                        |                        |                        |                |                                         |
| 1967-68                                         | 1967-68            | 12                     | 30                     | 8                      | 8                      | 14                     | 37                     | 52                     | -15                    | 24                     |                |                                         |
| 1968-69                                         | 1968-69            | 10                     | 30                     | 11                     | 6                      | 3                      | 49                     | 51                     | -2                     | 28                     |                |                                         |
| 1969-70                                         | 1969-70            | 8                      | 30                     | 11                     | 7                      | 12                     | 41                     | 49                     | -8                     | 29                     |                |                                         |
| 1970-71                                         | 1970-71            | 16                     | 34                     | 11                     | 7                      | 16                     | 38                     | 46                     | -8                     | 29                     |                |                                         |
| 1971-72                                         | 1971-72            | 12                     | 34                     | 10                     | 3                      | 11                     | 38                     | 46                     | -8                     | 33                     |                |                                         |
| 1972-73                                         | 1972-73            | 18                     | 34                     | 9                      | 6                      | 19                     | 40                     | 68                     | -28                    | 24                     |                |                                         |
| 1973-74シーズンから1991-92シーズンまでは2部以下 |                    |                        |                        |                        |                        |                        |                        |                        |                        |                        |                |                                         |
| 1992-93                                         | 1992-93            | 17                     | 38                     | 10                     | 7                      | 21                     | 39                     | 56                     | -17                    | 27                     |                |                                         |
| 1993-94シーズンから1995-96シーズンまでは2部以下 |                    |                        |                        |                        |                        |                        |                        |                        |                        |                        |                |                                         |
| 1996-97                                         | インビエルノ1996   | 17                     | 17                     | 3                      | 6                      | 8                      | 25                     | 36                     | -11                    | 15                     |                |                                         |
| 1996-97                                         | ベラーノ1997       | 14                     | 17                     | 5                      | 2                      | 10                     | 24                     | 32                     | -8                     | 17                     |                |                                         |
| 1997-98シーズンは2部                            |                    |                        |                        |                        |                        |                        |                        |                        |                        |                        |                |                                         |
| 1998-99                                         | インビエルノ1998   | 16                     | 17                     | 5                      | 1                      | 11                     | 28                     | 39                     | -11                    | 16                     |                |                                         |
| 1998-99                                         | ベラーノ1999       | 9                      | 17                     | 6                      | 6                      | 5                      | 23                     | 22                     | 1                      | 24                     |                |                                         |
| 1999-00                                         | インビエルノ1999   | 7                      | 17                     | 8                      | 2                      | 7                      | 28                     | 28                     | 0                      | 26                     | 優勝           |                                         |
| 1999-00                                         | ベラーノ2000       | 16                     | 17                     | 4                      | 5                      | 8                      | 18                     | 25                     | -7                     | 17                     |                |                                         |
| 2000-01                                         | インビエルノ2000   | 4                      | 17                     | 8                      | 4                      | 5                      | 24                     | 18                     | 16                     | 28                     | ベスト8        |                                         |
| 2000-01                                         | ベラーノ2001       | 6                      | 17                     | 7                      | 4                      | 6                      | 22                     | 22                     | 0                      | 25                     | 準優勝         |                                         |
| 2001-02                                         | インビエルノ2001   | 3                      | 18                     | 9                      | 5                      | 4                      | 29                     | 24                     | 5                      | 32                     | 優勝           |                                         |
| 2001-02                                         | ベラーノ2002       | 13                     | 18                     | 6                      | 4                      | 8                      | 26                     | 33                     | -7                     | 22                     |                | CONCACAFチャンピオンズリーグ2002優勝    |
| 2002-03                                         | アペルトゥーラ2002 | 20                     | 19                     | 2                      | 9                      | 8                      | 21                     | 35                     | -14                    | 15                     |                |                                         |
| 2002-03                                         | クラウスーラ2003   | 15                     | 19                     | 4                      | 9                      | 6                      | 21                     | 23                     | -2                     | 21                     |                |                                         |
| 2003-04                                         | アペルトゥーラ2003 | 3                      | 19                     | 10                     | 6                      | 3                      | 28                     | 19                     | 9                      | 36                     | 優勝           |                                         |
| 2003-04                                         | クラウスーラ2004   | 8                      | 19                     | 6                      | 8                      | 5                      | 32                     | 33                     | -1                     | 26                     | 予選敗退       |                                         |
| 2004-05                                         | アペルトゥーラ2004 | 3                      | 17                     | 9                      | 5                      | 3                      | 30                     | 19                     | 11                     | 32                     | ベスト8        |                                         |
| 2004-05                                         | クラウスーラ2005   | 14                     | 17                     | 5                      | 5                      | 7                      | 20                     | 27                     | -7                     | 20                     |                |                                         |
| 2005-06                                         | アペルトゥーラ2005 | 6                      | 17                     | 7                      | 7                      | 3                      | 26                     | 18                     | 8                      | 28                     | ベスト4        |                                         |
| 2005-06                                         | クラウスーラ2006   | 1                      | 17                     | 9                      | 4                      | 4                      | 33                     | 19                     | 14                     | 31                     | 優勝           |                                         |
| 2006-07                                         | アペルトゥーラ2006 | 6                      | 17                     | 7                      | 5                      | 5                      | 32                     | 24                     | 8                      | 26                     | ベスト4        | コパ・スダメリカーナ2006優勝            |
| 2006-07                                         | クラウスーラ2007   | 1                      | 17                     | 12                     | 3                      | 2                      | 36                     | 12                     | 24                     | 39                     | 優勝           | スーパーリーガ2007優勝                  |
| 2006-07                                         | クラウスーラ2007   | 1                      | 17                     | 12                     | 3                      | 2                      | 36                     | 12                     | 24                     | 39                     | 優勝           | CONCACAFチャンピオンズリーグ2007優勝    |
| 2007-08                                         | アペルトゥーラ2007 | 9                      | 17                     | 7                      | 3                      | 7                      | 26                     | 23                     | 3                      | 24                     | 予選敗退       |                                         |
| 2007-08                                         | クラウスーラ2008   | 10                     | 17                     | 6                      | 4                      | 7                      | 27                     | 25                     | 2                      | 22                     | 予選敗退       | CONCACAFチャンピオンズリーグ2008優勝    |
| 2008-09                                         | アペルトゥーラ2008 | 12                     | 17                     | 5                      | 6                      | 6                      | 25                     | 25                     | 0                      | 21                     |                |                                         |
| 2008-09                                         | クラウスーラ2009   | 1                      | 17                     | 11                     | 3                      | 3                      | 42                     | 23                     | 19                     | 36                     | 準優勝         |                                         |
| 2009-10                                         | アペルトゥーラ2009 | 8                      | 17                     | 7                      | 3                      | 7                      | 24                     | 29                     | -5                     | 24                     |                |                                         |
| 2009-10                                         | ビセンテナリオ2010 | 8                      | 17                     | 7                      | 4                      | 6                      | 27                     | 26                     | 1                      | 25                     | ベスト4        | CONCACAFチャンピオンズリーグ2009-10優勝 |
| 2010-11                                         | アペルトゥーラ2010 | 7                      | 17                     | 7                      | 4                      | 6                      | 27                     | 28                     | -1                     | 25                     | ベスト8        |                                         |
| 2010-11                                         | クラウスーラ2011   | 13                     | 17                     | 4                      | 6                      | 7                      | 16                     | 25                     | -9                     | 18                     |                |                                         |
| 2011-12                                         | アペルトゥーラ2011 | 6                      | 17                     | 7                      | 5                      | 5                      | 28                     | 25                     | 3                      | 26                     | ベスト8        |                                         |
| 2011-12                                         | クラウスーラ2012   | 6                      | 17                     | 7                      | 7                      | 3                      | 24                     | 17                     | 7                      | 28                     | ベスト8        |                                         |
| 2012-13                                         | アペルトゥーラ2012 | 13                     | 17                     | 5                      | 6                      | 6                      | 13                     | 20                     | -7                     | 21                     |                |                                         |
| 2012-13                                         | クラウスーラ2013   | 11                     | 17                     | 6                      | 2                      | 9                      | 18                     | 25                     | -7                     | 20                     |                |                                         |

## 現所属メンバー
2022年7月1日現在
注：選手の国籍表記はFIFAの定めた代表資格ルールに基づく。
| No. | Pos. |              | 選手名                     |
| --- | ---- | ------------ | -------------------------- |
| 2   | DF   | メキシコ     | ケビン・アルバレス         |
| 4   | DF   | メキシコ     | ミゲル・タピアス           |
| 5   | GK   | アルゼンチン | オスカル・ウスタリ (主将)  |
| 6   | MF   | メキシコ     | ビクトル・グスマン         |
| 7   | FW   | アルゼンチン | ニコラス・イバニェス       |
| 9   | FW   | メキシコ     | ロベルト・デ・ラ・ロサ     |
| 10  | MF   | メキシコ     | エリック・サンチェス       |
| 11  | MF   | コロンビア   | アビレス・ウルタード       |
| 14  | DF   | メキシコ     | ホセ・カスティージョ       |
| 15  | DF   | メキシコ     | ミゲル・アンヘル・エレーラ |

| No. | Pos. |              | 選手名                   |
| --- | ---- | ------------ | ------------------------ |
| 16  | MF   | メキシコ     | エドゥアルド・ロペス     |
| 18  | MF   | コロンビア   | マリーノ・イネストローサ |
| 19  | MF   | スペイン     | パウリーノ               |
| 22  | DF   | アルゼンチン | グスタボ・カブラル       |
| 23  | DF   | コロンビア   | オスカル・ムリージョ     |
| 24  | MF   | メキシコ     | ルイス・チャベス         |
| 25  | GK   | メキシコ     | カルロス・モレノ         |
| 30  | MF   | エクアドル   | ロマーリオ・イバーラ     |
| 31  | GK   | メキシコ     | ホセ・エウロヒオ         |
| 35  | MF   | メキシコ     | ブライアン・ゴンサレス   |

### ローン移籍
in
注：選手の国籍表記はFIFAの定めた代表資格ルールに基づく。
| No. | Pos. |            | 選手名                            |
| --- | ---- | ---------- | --------------------------------- |
| 11  | MF   | コロンビア | アビレス・ウルタード (モンテレイ) |

| No. | Pos. |  | 選手名 |
| --- | ---- |  | ------ |

out
注：選手の国籍表記はFIFAの定めた代表資格ルールに基づく。
| No. | Pos. |          | 選手名                          |
| --- | ---- | -------- | ------------------------------- |
| -   | DF   | メキシコ | ダニエル・アセベス (オビエド)   |
| -   | DF   | メキシコ | エフライン・オロナ (マサトラン) |
| -   | MF   | メキシコ | トニー・フィゲロア (ケレタロ)   |
| -   | MF   | メキシコ | ホルヘ・エルナンデス (ケレタロ) |
| -   | MF   | メキシコ | パブロ・ロペス (カンクン)       |
| -   | MF   | メキシコ | エクトル・マスコロ (サカテカス) |

| No. | Pos. |              | 選手名                                        |
| --- | ---- | ------------ | --------------------------------------------- |
| -   | MF   | コロンビア   | サンティアゴ・モスケラ (デポルティーボ・カリ) |
| -   | MF   | ウルグアイ   | ヘスス・トリンダーデ (コリチーバ)             |
| -   | FW   | メキシコ     | ラウール・カマーチョ (マサトラン)             |
| -   | FW   | アルゼンチン | ルーカス・ディ・ヨリオ (レオン)               |
| -   | FW   | アルゼンチン | マウロ・キロガ (エメレク)                     |

## ユニフォーム
ユニフォームの変遷、珍しいデザインのユニフォームを記載している。基本的には、ホームでは白色と紺色のストライプのシャツ、アウェーでは黒色と橙色のストライプのシャツを着用する。

### スポンサーとサプライヤー
| 期間    | サプライヤー       | シャツスポンサー |
| ------- | ------------------ | --- |
| 1992-95 | アスル・スポルト   | セプロス |
| 1995-96 | トゥソス・スポルト | コロナ（ビール）/ コンフィア                                                                                                   |
| 1997-00 | アトレティカ       | セメント・クルス・アスル（セメント製造） /コロナ                                                                               |
| 2000-01 | アトレティカ       | セメント・クルス・アスル /フトゥーラ（調理器具）/コロナ/ヒガンテ（スーパーマーケット）                                         |
| 2001-02 | アトレティカ       | セメント・クルス・アスル /フトゥーラ/ペプシコーラ（清涼飲料）/コロナ/ヒガンテ                                                  |
| 2002-03 | アトレティカ       | セメント・クルス・アスル /ペプシコーラ/Sol/ヒガンテ                                                                            |
| 2003-04 | アトレティカ       | セメント・クルス・アスル /ペプシコーラ/オフィス・デポ（オフィス用品）/Sol/ヒガンテ                                             |
| 2004-05 | プーマ             | セメント・クルス・アスル /ペプシコーラ/オフィス・デポ/ヒガンテ                                                                 |
| 2005-06 | プーマ             | セメント・クルス・アスル /ペプシコーラ/イウサセル（携帯電話）/オフィス・デポ（オフィス用品）/ヒガンテ/モービル（石油製品）     |
| 2006-07 | プーマ             | セメント・クルス・アスル /ユニロイヤル（タイヤ製造）/モービル/ペプシコーラ/オフィス・デポ/ヒガンテ                             |
| 2007-08 | アトレティカ       | ガメサ（食料品）/ペプシコーラ/イウサセル/モービル/オフィス・デポ/ヒガンテ                                                      |
| 2008-09 | アトレティカ       | ガメサ/ペプシコーラ/イウサセル/モービル/オフィス・デポ/ヒガンテ/ユニロイヤル                                                   |
| 2009-10 | プーマ             | ガメサ/ADO/モービル/ユニロイヤル/ペプシコーラ/イウサセル/オフィス・デポ/マルティ（通信）/HSBC（投資信託）/フォックス・スポーツ |
| 2010-11 | ナイキ             | ガメサ/モービル/ADO/ミシュラン（タイヤ製造）/ペプシコーラ/オフィス・デポ/マルティ                                              |
| 2011-13 | ナイキ             | ガメサ/ コベルトーレス・プロビエデンシア /ペプシコーラ/オフィス・デポ/マルティ                                                 |

## 歴代監督
- ハビエル・アギーレ 1998.7–2001.6
- アルフレード・テーナ 2002.1–2003.3
- カルロス・トゥルーコ 2003
- ビクトル・マヌエル・ブセティッチ 2003.7–2004.6
- ルベン・オマール・ロマーノ 2004.7–2004.12
- アルフレード・テーナ 2005.1–2005.2
- ルベン・アジャラ 2005.2
- ホセ・ルイス・トレホ 2005.2–2006.6
- エンリケ・メサ 2006.7–2009.6,2013.9-2014.12
- ギリェルモ・リバローラ 2009.7–2010.8
- パブロ・マリーニ 2010.8–2011.3
- エフライン・フローレス 2011-2012
- ウーゴ・サンチェス 2012
- ディエゴ・アロンソ 2015-2018
- パコ・アジェスタラン 2018
- マルティン・パレルモ 2019
- パウロ・ペッツォラーノ 2020-2021
- ギジェルモ・アルマダ 2021-

## 記録

### 得点ランキング
プリメーラ・ディビシオンに限る
| 順位 | 得点 | 選手                         | 在籍期間                        |
| ---- | ---- | ---------------------------- | ------------------------------- |
| 1    | 54   | ガブリエル・カバジェロ       | 1999-2002, 2003-2004, 2005-2009 |
| 2    | 53   | フアン・カルロス・カーチョ   | 2004-2008, 2009-2010            |
| 3    | 46   | クリスティアン・ヒメネス     | 2006-2009                       |
| 4    | 44   | セルヒオ・サンターナ         | 2001-2005                       |
| 5    | 37   | アンドレス・チティーバ       | 2001-2008, 2011                 |
| 6    | 26   | アレハンドロ・グラリア       | 1998-2000                       |
| 7    | 25   | ロレンソ・サエス             | 1996-1997                       |
| 8    | 21   | パブロ・エルナン・ゴメス     | 1999-2001                       |
| 9    | 20   | ルイス・アンヘル・ランディン | 2004-2007                       |
| 10   | 14   | ウリセス・メンディビル       | 2009-2010                       |

## 歴代所属選手

### GK
- ミゲル・カレロ 2000-2012

### DF
- イルデフォンス・リマ・ソラ 2002
- イバン・ウルタード 2004-2005
- パウル・アギラール 2006-2011

### MF
- フアン・アランゴ 2001-2003
- クリスティアン・ヒメネス 2006-2010
- ダミアン・マンソ 2009-2011
- 本田圭佑 2017-2018

### FW
- ハレド・ボルヘッティ 2005
- 福田健二 2005
- クリスティアン・コヘア・ディオニシオ 2008-2009
- ハーキュリーズ・ゴメス 2010-2011